# NetMeeting
O Microsoft NetMeeting é um cliente descontinuado de VoIP e videoconferência multiponto incluído em muitas versões do Microsoft Windows (do Windows 95 OSR2 ao Windows Vista ). Ele usa o protocolo H.323 para videoconferência e é interoperável com clientes baseados em OpenH323, como Ekiga, e Internet Locator Service (ILS) como refletor. Ele também usa uma versão ligeiramente modificada do protocolo T.120 para whiteboarding, compartilhamento de aplicativos (ou, por extensão, compartilhamento de área de trabalho) e transferências de arquivos.